# Perfect (hudební skupina)
Perfect, polská rocková kapela založená v roce 1977 bubeníkem Wojciechem Morawskim, baskytaristou Zdzisławem Zawadzkim a hlavním kytaristou Zbigniewem Hołdyským.
Nejpopulárnější písně skupiny jsou: Autobiografia, Nie płacz Ewka, Kołysanka dla nieznajomej, Chcemy być sobą.

## Členové skupiny

### 1977
- Zbigniew Hołdys - kytara, zpěv
- Zdzisław Zawadzki - baskytara
- Basia Trzetrzelewska - zpěv
- Ewa Korczyńska-Konarzewska - zpěv
- Wojciech Morawski - bicí

### 1980
- Zbigniew Hołdys - kytara, zpěv
- Zdzisław Zawadzki - baskytara
- Ryszard Sygitowicz - kytara
- Piotr Szkudelski - bicí

### 1981
- Zbigniew Hołdys - kytara, zpěv
- Zdzisław Zawadzki - baskytara
- Ryszard Sygitowicz - kytara
- Piotr Szkudelski - bicí
- Grzegorz Markowski - zpěv

### Současní členové
- Grzegorz Markowski - zpěv
- Jacek Krzaklewski - kytara
- Dariusz Kozakiewicz - kytara
- Piotr Szkudelski - bicí
- Piotr Urbanek - baskytara

## Diskografie
- 1981 Perfect
- 1983 Perfect Live
- 1982 UNU
- 1992 Live April 1,1987
- 1994 Live ’94
- 1994 Jestem (I Am)
- 1995 Ballady
- 1997 Geny
- 1999 Śmigło
- 2001 Perfect Live 2001
- 2001 Perfect Symfonicznie
- 2004 Schody
- 2004 Katowice Spodek Live '94
- 2007 Perfect - Trójka Live
- 2009 Z Archiwum Polskiego Radia vol. 20 - Perfect
- 2010 XXX

## Zajímavosti
Hudební skupina Katapult převzala písničku Nie płacz Ewka, v Čechách ji známe jako Neplač lásko.